# Tocata (rugby)
La tocata es una modalidad del rugby, en el que el tackle es reemplazado por un simple toque con la mano, en el cuerpo del adversario, o en la pelota, según las diferentes reglas existentes. Se diferencia del rugby sin contacto, por la considerable divergencia de las reglas, siendo la más importante la regla que establece que cuando un jugador es «tocado», el equipo debe pasar la posesión de la pelota al contrario.